# ハルナグラス
ハルナグラスは、群馬県北群馬郡榛東村にあるガラス工芸の工房（工場および店舗）。もとは明治創業の老舗ガラス企業・株式会社ハルナグラスによって運営されてきたが、2015年（平成27年）5月10日に倒産。現在、同施設を使用し運営されている地球屋ハルナグラスは有限会社鈴京の運営する別会社である。

## 歴史

### 高崎時代
ハルナグラスの創業は1903年（明治36年）、田島正八が興した田島硝子製造所に始まる。創業者・田島正八は大阪でガラス作りの修行をした経験を活かし、群馬県高崎市末広町5にガラス工場を構え、当初はランプの火屋（ほや）を専門に製造していた。1917年（大正6年）、社名を田島硝子器製造所に変更。同時に高崎市内の旭町131に移転したが、その工場は1923年（大正12年）の関東地震（いわゆる関東大震災）の影響で煙突が倒壊する被害を受ける。この地震は群馬県にも被害をもたらし、全壊した住宅の数は107棟に上った。1925年（大正14年）、工場を新築。しかし、その工場も1945年（昭和20年）8月14日の空襲で全焼した（日本本土空襲、伊勢崎空襲も参照）。こうした苦難を乗り越え、1946年（昭和21年）に社名を田島硝子工場に変更、さらに1950年（昭和25年）には株式会社田島硝子工場を設立、代表取締役に田島一朗が就任した。
戦後間もなくの頃は牛乳瓶のような容器や食器、照明用のガラスを生産していた。1965年（昭和40年）にプレス成型機械を導入。1970年（昭和45年）にはクリスタル・ガラスの製造を開始し、このとき社名も田島クリスタル株式会社に変更した。当初は食器・照明用に生産していたクリスタル・ガラスであったが、1975年（昭和50年）に時計枠用にも拡大。1982年（昭和57年）には窯の燃料を重油から環境負荷の低い都市ガスに切り換え、ガラス業界初の試みとしてガス並列式ガラス溶解炉を導入した。

### 榛東時代
1987年（昭和62年）、工場を榛東村に移転し、社名を株式会社ハルナグラスに変更した。工場に並列式ガラス溶解炉や単独式工芸炉を新設して省エネルギー化を図るとともに、直接販売店を営業開始。1990年（平成2年）4月4日、関連会社として有限会社キララを設立。創業から100年となる2003年（平成15年）には、省エネルギー型の単独式ガラス溶解炉を2基新設した。群馬県は1998年（平成10年）にハルナグラスの製品を「群馬県ふるさと伝統工芸品」に指定（現在は指定解除）。続いて、ハルナグラスの「カラー硬質耐熱の調合・熔解と成型技術・商品群」、そしてキララの「ガラスモザイク造形物とその製造方法」を評価し、両社を2000年（平成12年）度「ぐんまの優れたものづくり企業」に認定した（かぎ括弧内は引用）。
株式会社ハルナグラスの業績低迷によりハルナグラスは2015年5月10日付けで営業を終了。